# Гойсе-Мерен
Гойсе-Мерен (нидерл. Gooise Meren) — община в нидерландской провинции Северная Голландия. Площадь общины — 75,22 км², из них 41,59 км² составляет суша. Население по данным на 1 августа 2020 года — 58 247 человек.
Община была образована 1 января 2016 года путём слияния прежних общин Бюссюм, Нарден и Мёйден.
Территория общины в основном находится на побережье бывшего Зёйдерзе. В общину входят четыре населённых пункта: Нарден, Мёйден, Бюссюм и Мёйдерберг. Полностью слившиеся Нарден-Бюссюм образует городское ядро общины.